# Estnische Badmintonmeisterschaft 1972
Die Estnische Badmintonmeisterschaft 1972 fand im Oktober 1972 in Tallinn statt. Es war die 8. Austragung der Titelkämpfe.

## Medaillengewinner
| Disziplin    | Gold                                        | Silber                                          | Bronze                                |
| ------------ | ------------------------------------------- | ----------------------------------------------- | ------------------------------------- |
| Herreneinzel | Boris Bogovski, Tartu                       | Jaak Nuuter, Tallinn                            | Raivo Kristianson, Tallinn            |
| Dameneinzel  | Riina Kaarli, Tartu                         | Reet Valgmaa, Tartu                             | Marika Dolotova, Tallinn              |
| Herrendoppel | Boris Bogovski Jaak Nuuter, Tartu / Tallinn | Alfred Kivisaar Toivo Raudver, Tartu            | Jüri Tarto Raivo Kristianson, Tallinn |
| Damendoppel  | Reet Valgmaa Tiina Staak, Tartu / Tallinn   | Riina Kaarli Mariann Siliksaar, Tartu / Tallinn | Mare Metsalu Ivi Murel, Tallinn       |
| Mixed        | Boris Bogovski Reet Valgmaa, Tartu          | Alfred Kivisaar Riina Kaarli, Tartu             | Jaak Nuuter Tiina Nuuter, Tallinn     |